# Незабываемый роман
«Незабываемый роман» (англ. An Affair to Remember) — голливудская романтическая комедия с Кэри Грантом и Деборой Керр в главных ролях. Производство США, 1957 года, режиссёр Лео Маккэри. Это ремейк ленты 1939 года «Love Affair» («Любовный роман»), того же режиссёра. Различие этих двух версий в плане содержания несущественное, разве только, что фильм 1957 года цветной и широкоэкранный.
Успеху фильма очень способствовала песня «Незабываемый роман» (Our Love Affair) — композитор Гарри Уоррен, слова — Лео Маккэри и Гарольд Адамсон. Песню исполняет Вик Дамоне (Vic Damone) — в начале, в титрах, а затем — героиня Деборы Керр, певица Терри Маккей, поющая её для публики в ресторане. Голос Деборы Керр в этом случае дублирует певица Марни Никсон.
Фильм номинировался на «Оскар» в четырёх категориях (1958). Американский институт киноискусства включил «Незабываемый роман» в список «100 лучших американских фильмов о любви» за всю историю кино (под № 5).

## Сюжет
На круизном судне, следующем из Европы в Нью-Йорк, между бывшей певицей ночного клуба Терри Маккей и привлекательным, пользующимся международной известностью плейбоем Никки Ферранте завязывается роман. Они оба не одиноки: Никки едет в Америку к своей богатой невесте, а Терри - к своему богатому жениху, но несмотря на это, они влюбляются друг в друга и договариваются встретиться через шесть месяцев на верхней смотровой площадке «Эмпайр стейт билдинг», чтобы затем уже не расставаться. Спеша на встречу с Никки, Терри засматривается на небоскрёб и попадает под машину...

## В ролях
- Кэри Грант — Никколо Ферранте
- Дебора Керр — Терри Маккей
- Ричард Деннинг — Кеннет Брэдли, молодой человек Терри Маккей
- Нева Паттерсон — Луиз Кларк, невеста Никколо Ферранте
- Кэтлин Несбитт — Жану, бабушка Никколо Ферранте

## Награды
- Номинации на «Оскар» (1958):
  - Лучшая операторская работа — оператор Мильтон Р. Краснер
  - Лучшие костюмы — художник Чарльз Лемэйр
  - Лучшее музыкальное оформление — комп. Хьюго Фридгофер
  - Лучшая песня — «April Love»; музыка: Гарри Уоррен • слова: Гарольд Адамсон и Лео Маккэри…
- Приз Гильдии американских режиссёров (1958)

Номинация в категории: лучшее достижение в режиссуре кино — реж. Лео Маккэри.
- Laurel Awards («Золотой Лоурел», 1958):

Номинация в категории: Лучший композитор — комп. Хьюго Фридгофер

«Золотая медаль за фильм года» от журнала Photoplay

## Наследие
«Незабываемый роман» упоминается ностальгически в фильме «Неспящие в Сиэтле», с Томом Хэнксом и Мэг Райан. Он подсказывает, в частности, влюбленным героям идею встретиться на верхней смотровой площадке «Эмпайр стейт билдинг».
В 1994 году был сделан ремейк под названием «Любовный роман» (или «Любовная история» — Love Affair), с Уорреном Битти и Аннетт Бенинг в главных ролях. В небольшой эпизодической роли в нём занята Кэтрин Хэпбёрн — это её последнее появление на киноэкране.